# Toplița (Harghita)
Topliţa (en hongrois: Maroshévíz) est une ville de Transylvanie en Roumanie, dans le județ de Harghita.
La municipalité est composée des neuf localités suivants:
- Călimănel (en hongrois : Kelemenpatak)
- Luncani (Lunkány)
- Măgheruş (Magyaros)
- Moglăneşti (Moglán)
- Secu (Székpatak)
- Topliţa, le siège de la commune
- Văgani (Vugány)
- Vale (Válya)
- Zencani (Zsákhegy)

## Localisation
La ville de Topliţa est située au nord-ouest du județ de Harghita, à l'est de la Transylvanie, sur les rives de la Mureș, au pied des Monts Călimani, Giurgeu et Gurghiu. Bien qu'étant dans le județ de Harghita, la ville ne fait historiquement pas partie du Pays sicule.

## Politique
| Période | Période  | Identité     | Étiquette | Qualité |
| ------- | -------- | ------------ | --------- | ------- |
| 2008    | En cours | Stelu Platon | PNL       |         |

## Monuments et lieux touristiques
- Église en bois du monastère de St. Ilie du village de Stânceni, Topliţa (construction 1847), monument historique
- Église en bois du monastère de Pârâul Doamnei construite en XIXe siècle, monument historique
- Église orthodoxe St. Arhangheli du ville de Topliţa (construite en 1847), monument historique
- Réserve naturelle Cascada de apă termală Topliţa (chute de l'eau thermale), aire protégée avec une superficie de 0,50 ha
- Parc national Călimani
- Rivière Mureş

## Personnalités
Marius Urzică (1975-), champion olympique et du monde de gymnastique.